# رودي (لاعب كرة قدم مواليد 1987)
رودي (بالإندونيسية: Rudi)‏ هو لاعب كرة قدم إندونيسي في مركز الوسط، ولد في 1 يونيو 1987 في إندونيسيا. لعب مع نادي سيمين بادانغ.

## وصلات خارجية
- رودي على موقع Soccerway.com (الإنجليزية)